# Itoplectis
Itoplectis är ett släkte av steklar som beskrevs av Förster 1869. Itoplectis ingår i familjen brokparasitsteklar.

## Bildgalleri

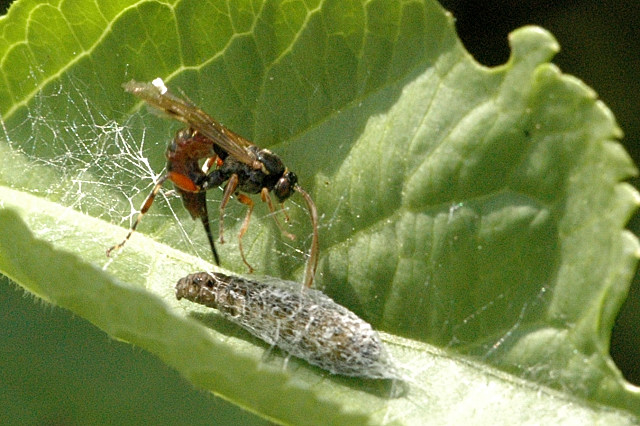

## Dottertaxa tillItoplectis, i alfabetisk ordning[1][2]
- Itoplectis albipes
- Itoplectis alternans
- Itoplectis alturae
- Itoplectis aterrima
- Itoplectis australis
- Itoplectis behrensii
- Itoplectis brasiliensis
- Itoplectis clavicornis
- Itoplectis conquisitor
- Itoplectis cristatae
- Itoplectis curticauda
- Itoplectis decora
- Itoplectis discrepans
- Itoplectis enslini
- Itoplectis evetriae
- Itoplectis flavicincta
- Itoplectis fustiger
- Itoplectis glabra
- Itoplectis gonzalezi
- Itoplectis himalayensis
- Itoplectis homonae
- Itoplectis insignis
- Itoplectis insularis
- Itoplectis lavaudeni
- Itoplectis leucobasis
- Itoplectis lissa
- Itoplectis lissus
- Itoplectis maculator
- Itoplectis marianneae
- Itoplectis medioflava
- Itoplectis melanocephala
- Itoplectis melanocera
- Itoplectis melanopus
- Itoplectis melanospila
- Itoplectis melanthes
- Itoplectis mexicana
- Itoplectis multicolor
- Itoplectis naranyae
- Itoplectis nefasta
- Itoplectis nigrithorax
- Itoplectis niobe
- Itoplectis ocris
- Itoplectis oreius
- Itoplectis philippinensis
- Itoplectis phoenogaster
- Itoplectis provocator
- Itoplectis quadricingulata
- Itoplectis roberti
- Itoplectis santoshae
- Itoplectis saxosa
- Itoplectis specularis
- Itoplectis spilopus
- Itoplectis suada
- Itoplectis tabatai
- Itoplectis tibetensis
- Itoplectis triannulata
- Itoplectis tunetana
- Itoplectis vesca
- Itoplectis viduata
- Itoplectis winnieae
- Itoplectis virga